# Levroux
Levroux is een stad en gemeente in het Franse departement Indre (regio Centre-Val de Loire) en telde op 1 januari 2022 2.802 inwoners.. De inwoners worden ook wel Levrousains genoemd. De naam Levroux komt uit het latijn Leprosum. De plaats maakt deel uit van het arrondissement Châteauroux.

## Geschiedenis
Omstreeks de eerste eeuw n.Chr. werd er op de heuvel naast de stad een burcht gesticht van Gallische oorsprong, genaamd Gabattum. Omstreeks 1010 werd de burcht vervangen door een kasteel gesticht door de heren van Déols. In 1188 is het kasteel ingenomen door koning Filips II van Frankrijk. Door het verdrag van Azay-le-Rideau (1189) werd Levroux toegewezen aan de Engelse koning Richard Leeuwenhart. In 1199 kwam Levroux met de rest van Berry definitief bij Frankrijk. In 1229 versterkten de heren van Levroux het kasteel. Tijdens de Honderdjarige Oorlog werd het kasteel zwaar beschadigd. Bertrand de la Tour d'Auvergne liet het kasteel als heer van Levroux in de 15e eeuw heropbouwen. Door de vele aanslagen die volgden verkeerde het in 1653 weer in slechte staat. Vanaf dat moment is het kasteel altijd in ruïne gebleven.
Levroux stond lange tijd bekend om zijn vele leerlooierijen. Samen met de stad Graulhet werd de stad gezien als de stad voor de productie van leer en vooral perkament.
Op 1 januari 2016 fuseerde Levroux met de gemeente Saint-Martin-de-Lamps tot een nieuwe gemeente, eveneens geheten Levroux. Op 1 januari 2019 werd Levroux uitgebreid met de op die datum opgeheven gemeente Saint-Pierre-de-Lamps.

## Bezienswaardigheden
Levroux is een typisch Frans stadje uit het midden van Frankrijk. De stad herbergt een mooi middeleeuws erfgoed: de Collégiale Saint-Sylvain (13e eeuw) met zijn orgel, dat dateert uit 1502 en daarmee het oudste kerkorgel in Frankrijk is. Ook de Porte de Champagne (1435-1506) en het Maison de Bois (15e eeuw) zijn geklasseerde historische monumenten. In 1927 werden de ruïne van het kasteel van Levroux op de lijst van historische monumenten gezet. In de jaren 70 heeft de stad besloten de ruïne te versterken en op te knappen.
Le Berger Couché is een beeldhouwwerk van Ernest Nivet geschonken aan de stad Levroux in 1930 door meester Bouillon. In 1994 werd het beeld van het stadsplein naar het Place de l'Hôtel de ville verplaatst.

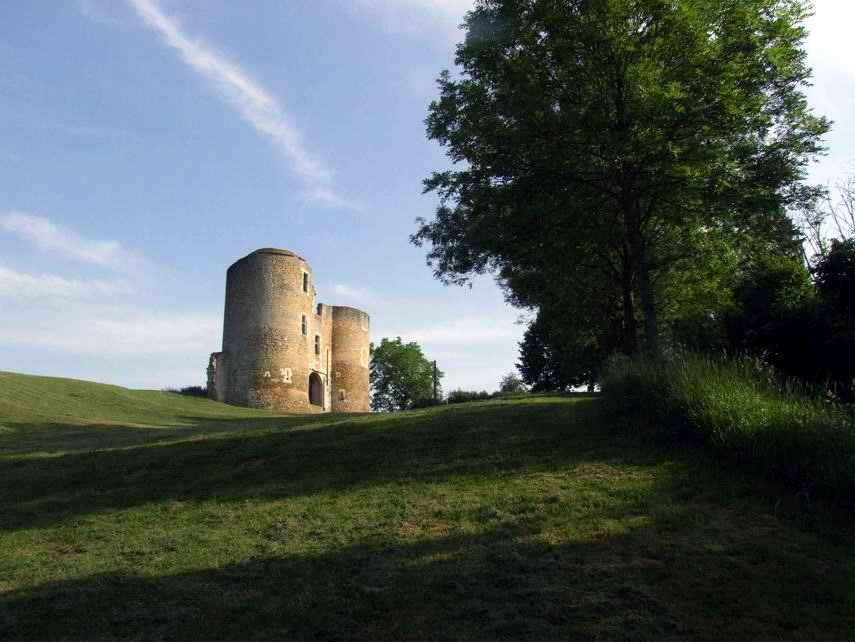
Ruïne van het kasteel
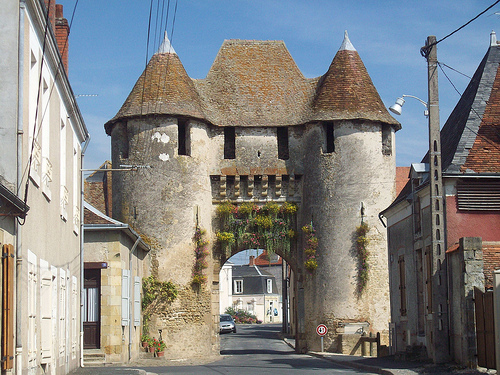
Porte de Champagne

## Leerlooierijen en perkament
Toen de vraag naar perkament bleef dalen, sloot de laatste ambachtelijke producent van perkament in 2004 zijn deuren. Er wordt tegenwoordig nog steeds perkament gemaakt, maar alleen op industrieel niveau. Anno 2011 waren er nog twee leerlooierijen actief: Bodin-Joyeux (1860) en Rousseau (1900). Er is tevens een leerlooierijmuseum.

## Gastronomie
Typische gastronomische producten uit de stad zijn: aardappelpannenkoeken met geitenkaas (galette de pommes de terre) en de geitenkaas (La pyramide de Levroux).

## Geografie
De oppervlakte van Levroux bedroeg op 1 januari 2022 82,32 vierkante kilometer; de bevolkingsdichtheid was toen 34 inwoners per km². De stad ligt in het noorden van het departement l'Indre in het gebied Champagne Berrichonne.
Het ligt op 20 km afstand van Châteauroux, 31 km van Issoudun, 60 km van La Châtre en 63 km van Le Blanc.
De stad heeft twee natuurlijke bronnen die de rivieren Céphons en Trégonce vormen.

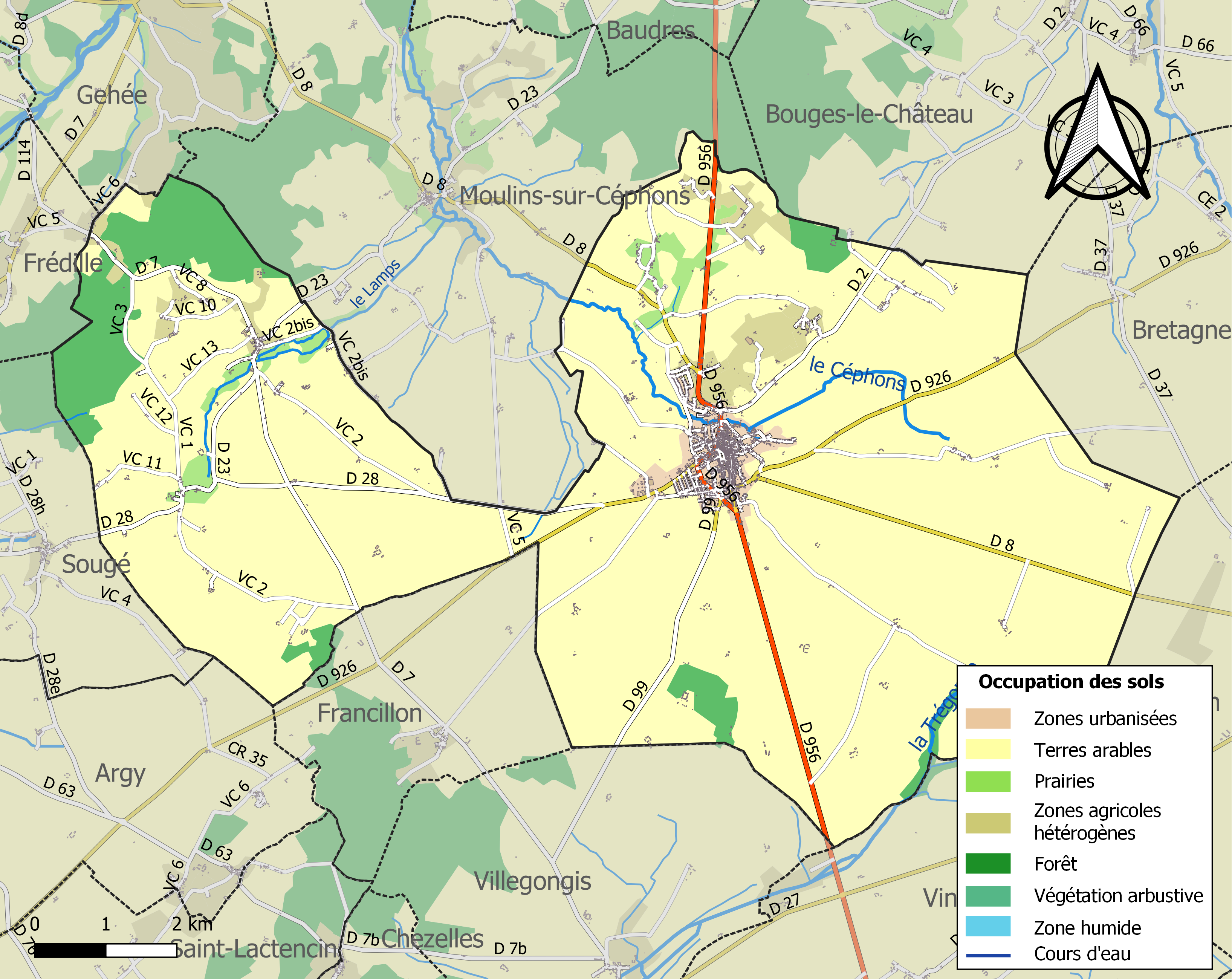
Kaart van de gemeente met de belangrijkste infrastructuur, bodemgebruik en omliggende gemeenten

## Grange Dieu Levroux
Grange Dieu is een vliegveld aangelegd voor Ultralight Motorluchtvaartuigen (afgekort als ULM van het Franse Ultra Léger Motorisé). Grange Dieu is gesitueerd aan de departementale route 8 richting Brion. Op Grange Dieu is een ULM-vliegschool gevestigd genaamd: Club des Ailes Motorisées.

## Demografie
Onderstaande figuur toont het verloop van het inwonertal (bron: INSEE-tellingen).

## Verkeer en vervoer
Levroux is bereikbaar via de volgende departementale routes: 2, 8, 28, 99, 926 et 956. Met het openbaar vervoer kan de stad bereikt worden via busmaatschappij l'Aile Bleue.

## Geboren in Levroux
- Ernest Nivet (1871-1948), beeldhouwer
- Fernand Michaud (1929-2012), fotograaf
- Christine Boutin (1944), politica